# TNNI3K
TNNI3K‏ (FPGT-TNNI3K readthrough) هوَ بروتين يُشَفر بواسطة جين TNNI3K في الإنسان.